# Konzervacija keramike i porculana
Konzervacija keramike, odnosno konzervacija-restauracija keramike označava djelatnost usmjerenu na zaštitu i očuvanje povijesnih te arheoloških predmeta izrađenih od keramike ili porculana. U nju su uključena sva djelovanja usmjerena na prevenciju odnosno usporavanje propadanja predmeta, kao i na poboljšanje dostupnosti i čitljivosti istih predmeta kulturne baštine. Od izrazitog značaja za proces konzervacije keramičkih predmeta je i temeljito, minimalno barem teoretsko, a poželjno i praktično poznavanje uzroka i značajki propadanja istih, te najvažnijih tehnika izrade i urešavanja keramičkih izrađevina.Neophodno je i barem elementarno poznavanje povijesnog razvoja keramike, kao i osnovnih postavki arheologije,te etnologije. Veliku važnost ima i poznavanje suvremene konzervatorske prakse i teorije, ali i etike, te poznavanje znanstveno zasnovanih metoda istraživanja predmeta od keramike i porculana. 

## Povijest
Razvoj keramike možemo pratiti od paleolita, i pojave najstarijih kultura, iz paleolitskog lončarstva razvila se današnja suvremena keramika.
Danas poznajemo sljedeće osnovne vrste keramike;
- terakota i obična lončarska roba
- Kamenina
- porculan

## Osnovne tehnologije
U principu tri su osnovna načina izrade keramičkih predmeta,na lončarskom kolu, lijevanjem i direktnim modeliranjem.Danas se ovim klasičnim tehnikama može   pridružiti i trodimenzionalni ispis.
Najstariji su keramički predmeti oblikovani od dugih   glinenih traka odnosno valjaka.Nakon oblikovanja predmeti se suše te zatim peku na manje ili više visokoj temperaturi,najmanje jednom, no češće barem 2 ili više puta.Pečeni predmeti mogu biti urešeni obojenim ili bezbojnim glazurama, oslikani najrazličitijim podglazurnim ili nadglazurnim bojama,te pozlaćeni.Osim glazurama predmet možemo ukrasiti i engobama,iste su u pravilu od gline razmočene u rijetku kašu a mogu im se dodatai i metalni oksidi.Temperatura pečenja obično je do 1000 C za običnu keramiku,1100-1300 C za kameninu,te 1200 - 1400 C za porculan.
Gorivo za loženje keramičkih peći nekada je uglavnom bilo   drvo,te rjeđe ugljen,današnje su peći većinom na plin ili električnu struju.
Keramičke glazure su po sastavu srodne staklu,nekada su većinom sadržavale otrovne spojeve olova,dok su danas u pravilu bezolovne,barem u   razvijenijim dijelovima svijeta.

## Osnove propadanja keramičkih predmeta
Osim čisto mehaničkih uzroka oštećenja,najčešći su uzrok oštećenja ona izazvana topivim solima,prije svega na keramici neostakljenog crijepa,i to opet    prije svega na arheološkom materijalu.Kod predmeta u uporabi može doći i do oštećenja nastalih   abrazijom,naglim zagrijavanje ili hlađenjem,mrljama od raznih vrsta hrane,stvaranja plijesni,mrlja od metala   nastalih zbog njihovog korodiranja.Kod nestručno   konzerviranih predmeta može doći i do oštećenja zbog neprimjereno izvedenog konzervatorskog zahvata.

## Osnove konzervacije keramike

### Povijesni predmeti

#### Dokumentiranje zatečenog stanja
Uključuje pisanu i foto dokumentaciju te eventualna istraživanja provedena na samom predmetu.Obavezno se dokumentiraju i svi postupci,te materijali koje koristimo pri radu,a sastavni dio dokumentacije mora biti i preporuka za daljnje čuvanje predmeta.

#### Donošenje odluka o potrebi,opsegu,te posljedicama zahvata
Poželjno je da u donošenju ovih odluka sudjeluje što veći broj stručnjaka,kao minimum možemo uzeti povjesničara umijetnosti ili arheologa,znanstvenika koji se bavi propadanjem keramičkih predmeta,te samog konzervatora restauratora.

#### Čišćenje
Osnovno je sredstvo za čišćenje prije svega destilirana voda.

#### Izbijeljivanje porculana
3-30 % otopina vodikovog peroksida,za uklanjanje prljavštine iz pukotina,te tamnih ili masnih mrlja na keramici,obavezno koristiti zaštitne rukavice i naočale!

#### Uklanjanje starih restauracija
Najjednostavnije se stari popravci predmeta uklanjaju uronjavanjem u vruću vodu,većina će ljepila pri ovom postupku barem omekšati.Ljepila na bazi šelaka i voštano smolnih mješavina uklanjaju se mješavinom cikloheksanona i etilendiamina.Epoksidna i na poliesteru zasnovana ljepila se pak uklanjaju 15% otopinom benzolsulfokiseline u dimetilformamidu.Kako su ovo prilično toksični pripravci ovaj posao mora se obaviti u digestoru!

#### Lijepljenje dijelova
Kod keramike poroznog crijepa koriste se polivinil acetatna ljepila ( Drvofix ),ili Lascaux 742,kod porculana se može koristiti i ljepila za staklo tj.Araldit 2020.
Prema jednom engleskom članku na keramici poroznog crijepa može se koristiti i ugušćena otopina Paraloida B 44

#### Izrada rekonstrukcija
Najčešće se još uvijek koristi gips,s time da prednost treba dati vrstama koje se koriste u zubarstvu kod izrade kalupa i rekonstrukcija.Često se koriste i razne   na   polimerima zasnovane mase.Posljednjih godina u svijetu je uspješno ispitano i primijenjeno i korištenje 3D snimanja ,digitalne modelacije te 3D ispisa, već prvi rezultati pokazuju nesumnjive mogućnosti ovih tehnologija.

#### Retuš oštećenja
Za retuš se koriste prije svega lako uklonivi materijali.Postoje i gotova sredstva za imitiranje glazura.Mogu se koristiti bolje vrste vodenih boja,te eventualno pigmenti vezani odgovarajućim vezivom,uz eventualni dodatak sredstava za matiranje.
Dobrim se pokazao i američki premaz za   podove Future Premium Floor Finish( danas se u USA prodaje pod nazivom Pledge,u Engleskoj kao Klear ,osim u restauriranju rado ga   koriste i modelari).
U nekim slučajevima mogle bi se koristiti i samoljepive pomoću inkjet printera izrađene rekonstrumcije .
U principu bi retuširani dijelovi morali biti uočljivi barem iz blizine, u suvremenom se restauriranju tkz. nevidljivi retuš izvodi isključivo za potrebe   tržišta umjetninama,te ga   se smatra neprimjerenim muzealnom pristupu predmetima.

### Arheološki predmeti

#### Dokumentiranje zatečenog stanja
Uključuje pisanu i foto dokumentaciju te eventualna istraživanja provedena na samom predmetu.Obavezno se dokumentiraju i svi postupci,te materijali koje koristimo pri radu,a sastavni dio dokumentacije mora biti i preporuka za daljnje čuvanje predmeta.Kod arheloških predmeta   bilo bi poželjno i da   dio dokumentacije budu i napomene o iskapanju ,tipu tla,odnosno vrsti i dubini vode u kojoj je predmet pronađen.

#### Donošenje odluka o potrebi,opsegu,te posljedicama zahvata
Poželjno je da u donošenju ovih odluka sudjeluje što veći broj stručnjaka,kao minimum možemo uzeti arheologa upoznatog s temeljnim principima konzervacije arheoloških predmeta,znanstvenika koji se bavi propadanjem keramičkih predmeta,te samog konzervatora restauratora.

#### Čišćenje
- mehaničko
- kemijsko

#### Odsoljavanje
- uklanjanje topivih soli
- uklanjanje netopivih soli

Najčešće predmete odsoljavamo u destiliranoj vodi,kojoj možemo dodati i malo timola ili natrij pentaklorfenolata.U početku vodu mijenjamo svaki dan,kasnije 2 puta tjedno.Količinu soli kontroliramo ili argentometrijski ili mjeračem vodljivosti.Ruska literatura spominje i odsoljavanje elektrolitskim putem.Netopive soli najjednostavnije uklonimo mehaničkim putem,kemijske metode manje su podesne,te ih je bolje izbjegavati.

#### Konsolidacija
Najjednostavnije sredstvo za konsolidaciju je 2 - 10 % otopina Paraloida B-72 ili Paraloida B-67.Može se koristiti i prije odsoljavanja,u slučaju lomljivih ,osjetljivih predmeta.

#### Lijepljenje dijelova
U principu bi se na arheološkom materijalu morala koristiti reverzibilna ljepila,prije svega ona posebno oblikovana za ovu svrhu,npr. Archaeocoll 2000 N i Mecosan L-TR(njemački proizvodi) ili Lascaux 742.U SAD se pak mogu kupiti gotova ljepila na bazi Paraloida B-72 (HMG Acryloid B-72).Ljepilo na bazi Paraloida B-72 možemo prirediti i sami(što više smole otopimo u što manjoj količini acetona).

#### Izrada rekonstrukcija i retuš oštećenja
U ove se svrhe još uvijek najčešće koristi gips,s napomenom da je bolje koristiti vrste koje se koriste u zubarstvu.Što se tiče retuša isti mora biti jasno uočljiv,te lako ukloniv s predmeta.Danas u obzir treba uzeti i tehnologije poput 3 d skeniranja ,digitalne modelacije i 3 d ispisa.

## Preventivna konzervacija keramičkih predmeta
Predmete bi trebalo čuvati pri temperaturi od 18-25 C.Preporučene vrijednosti relativne vlažnosti zraka najbolje da su između 40 i 65 %.
Razina rasvijete od 50 do 250 lx,zavisno o vrsti predmeta,te prisutnosti retuša ,odnosno ljepila na istom.Predmete čuvati od zagađenog zraka, prašine i UV zračenja.Pri rukovanju koristi latex rukavice.Što češće kontrolirati stanje predmeta,posebice onih arheoloških!

## Školovanje konzervatora restauratora keramike u Hrvatskoj
U Hrvatskoj je   školovanje za konzervatora restauratora keramike moguće samo na studiju konzervacije restauracije Sveučilišta u Dubrovniku.Nastavu su do 2013. vodili talijanski stručnjaci( samouki  kipar i keramičar /!/ Giancarlo Marini 1936. – 2019.),nakon toga vodi je Kristina Kojan Goluža,školovana keramičarka i doktorica umjetnosti ( Dala otkaz 2021.).

## Zakonska regulativa i zaštita prava konzervatora restauratora
Ako izuzmemo opće zakonske akte rad konzervatorsko-restauratorske službe u Hrvatskoj,te stoga i restauratora keramike i porculana danas prije svega određuju sljedeći propisi:
Za restauratore i restauratore tehničare koji rade u Hrvatskom restauratorskom zavodu,Hrvatskom državnom arhivu,Nacionalnoj i sveučilišnoj knjižnici,te samostalno,odnosno za restauratore i preparatore koji rade u muzejima:
- Pravinik o stručnim zvanjima za obavljanje poslova na zaštiti i očuvnaju kulturnih dobara te uvjetima i načinu njihova stjecanja (NN 104/19)

- Pravilnik o uvjetima za dobivanje dopuštenja za obavljanje poslova na zaštiti i očuvanju kulturnih dobara (NN 98/18)

## Slobodni software uporabiv u konzerviranju restauriranju keramike
- Fragment Reassembler,slobodni software za   prepoznavanje dijelova i sastavljanje fragmentiranih predmeta[22]
- Besplatni američki program za vodenje restauratorske dokumentacije[23]
- ACORN (A COnservation Records Network) ,besplatno američko web bazirano radno okružje za dokumentiranje konzervatorsko restauratorskih zahvata  Arhivirana inačica izvorne stranice od 7. listopada 2017. (Wayback Machine)
- Besplatni operativni sustavi: sve Linux distribucije (npr. Debian, Ubuntu, Fedora ,Slackware,Puppy Linux...)
- Besplatne alternative Microsoft Word(R)-u: OpenOffice.org,LibreOffice, AbiWord
- Uređivanje fotografija:GIMP, VIPS,[24] ImageJ
- Slobodni preglednici slika:GQview, Xnview,IrfanView
- Stolno izdavaštvo, izrada plakatnih prezentacija: Scribus
- Ancient Greek Pottery Experimental 3D Dataset ,grčki besplatni software,za 3 D rekonstrukcije   antičkih grčkih keramičkih posuda ( uz pismeni zahtjev )[25]
- PotterDraw,besplatni sofware za izradu 3 d podataka potrebnih za 3 d   printanje,može se koristiti i u konzerviranju restauriranju keramike[26]

## Vanjske poveznice
Konzervacija keramike u svijetu
- Conservation of Pottery  Arhivirana inačica izvorne stranice od 2. studenoga 2012. (Wayback Machine)
- Caring for your ceramics
- After care for restored ceramics
- Archaeological ceramic objects  Arhivirana inačica izvorne stranice od 13. ožujka 2012. (Wayback Machine)
- La restauration des ceramiques archeologiques,Montreal 2007.  Arhivirana inačica izvorne stranice od 16. travnja 2014. (Wayback Machine)
- KONSERVIERUNG VON KERAMIK DER SAMMLUNG DES INSTITUTS FÜR KLASSISCHE ARCHÄOLOGIE DER UNIVERSITÄT WIEN  Arhivirana inačica izvorne stranice od 19. siječnja 2012. (Wayback Machine)
- Реставрация музейной керамики-Методические рекомендации
- Kleine Dreibeinige Henkelgrapfen
- Fixierung keramischer Glasuren an engobierter Terrakotta. Untersuchungen zur Eignung verschiedener Hinterfüllstoffe und Festigungsmittel.[neaktivna poveznica]
- Koob,S. Obsolete fill materials found on ceramics
- Neiro,M. Adhesive replacement:Potential new treatment for stabilization of archaeological ceramics
- Lopez,L.A.M. Estudios preliminares para la conservación y restauración de cerámica arqueológica[neaktivna poveznica]
- Restauración de cerámicas patrimoniales del Museo Arqueológico de La Serena[neaktivna poveznica]
- RECONSTRUCCIÓN CROMÁTICA DE LAGUNAS EN PIEZAS CERÁMICAS MEDIANTE TRANSFERENCIA DE IMPRESIONES DIGITALES SOPORTADAS EN PAPEL GEL
- Conservation of a japanese imari charger  Arhivirana inačica izvorne stranice od 12. kolovoza 2014. (Wayback Machine)
- RESTORATION OF A STEMMED FRUIT BOWL USING 3D TECHNOLOGIES
- Slabe,J. Stari načini restavriranja keramike  Arhivirana inačica izvorne stranice od 7. prosinca 2010. (Wayback Machine)
- La Terracota como elemento ornamental en la arquitectura de Barcelona. Técnicas de fabricación, conservación y restauración  Arhivirana inačica izvorne stranice od 18. studenoga 2016. (Wayback Machine)
- Andres,P. Conservation-Restauration d'un Bobbejak en faïence de Delft...  Arhivirana inačica izvorne stranice od 4. ožujka 2021. (Wayback Machine)
- [neaktivna poveznica]
- [neaktivna poveznica]
- [http://www.conservationaffair.com/uploads/1/7/4/4/17443603/glass_and_ceramics_and_corpus_vitrearum_2013.pdf RECENT ADVANCES IN GLASS,

STAINED-GLASS, AND CERAMICS CONSERVATION 2013 ]  Arhivirana inačica izvorne stranice od 12. studenoga 2019. (Wayback Machine)
- Cerâmica Arqueológica, estudo comparativo da eficácia inicial de dois consolidantes – polímero acrílico e silicato de etilo
- Slabe,J. Stari načini restavriranja keramike  Arhivirana inačica izvorne stranice od 9. kolovoza 2016. (Wayback Machine)

Konzervacija keramike u Hrvatskoj
- Konzerviranje i restauriranje ingobiranog graviranog vrča s lokaliteta Lastovo - rt Cuf  Arhivirana inačica izvorne stranice od 16. siječnja 2013. (Wayback Machine)
- Restauriranje i konzerviranje amfore tipa Spatheion  Arhivirana inačica izvorne stranice od 9. studenoga 2013. (Wayback Machine)
- Konzerviranje i restauriranje triju amfora s lokaliteta Pakoštane - Janice i Rovinj - Veštar
- Fluksi,J. O rekonstrukciji i konzerviranju keramike s arheoloških nalazišta
- [https://zir.nsk.hr/islandora/object/umas%3A509/datastream/PDF/view    Marković,M. Konzervacija i restauracija 10 helenističkih vrčeva s

lokaliteta Žirje i izrada kopije ,diplomski rad ,Split 2020.  ]  Arhivirana inačica izvorne stranice od 28. rujna 2022. (Wayback Machine)
- [https://hrcak.srce.hr/clanak/269289  Sardoz,A. BIKONIČNA POSUDA - KADA REKONSTRUKCIJA

I ZAŠTO, A NA KRAJU I KAKO]
Video zapisi
- Conserving the spider monkey pot
- Handle with Care
- Ancient Pottery Restoration.wmv